# فرنك رواندا-أوروندي
هي العملة الرسمية لمنطقة رواندا-أوروندي الخاضعة للانتداب البلجيكي، وصدرت بين عامي 1960 و1962. وقد استُخدمت في كل من رواندا وبوروندي، الدولتين اللتين خلفتا تلك المنطقة، حتى عام 1964.
جاء إصدار هذه العملة ليحل محل فرنك الكونغو البلجيكي، الذي كان متداولاً في رواندا-أوروندي منذ عام 1916 وحتى عام 1960، وهو العام الذي نالت فيه الكونغو البلجيكية استقلالها، لتبقى رواندا-أوروندي آخر مستعمرة بلجيكية في أفريقيا.
وعلى الرغم من استقلال رواندا وبوروندي عام 1962، استمر استخدام فرنك رواندا-أوروندي كعملة موحدة حتى عام 1964، حين أُلغِي تدريجيًا ليحل محله نظامان نقديان منفصلان، لكل من رواندا وبوروندي عملته الوطنية الخاصة.

## تاريخ
أصبح الفرنك عملة رواندا وبوروندي في عام 1916، عندما احتلت بلجيكا البلدين وحل فرنك الكونغو البلجيكي محل روبية شرق أفريقيا الألمانية. في عام 1960، أُستبدل فرنك الكونغو البلجيكي بفرنك رواندا-أوروندي، الصادر عن بنك رواندا وبوروندي (BERB). حصل هذا التداول بعد الاستقلال حتى يناير 1964، عندما قدمت رواندا وبوروندي عملتيهما الخاصتين، الفرنك البوروندي والفرنك الرواندي.

## عملات معدنية
صُدرت فئة واحدة من العملات، وهي الفرنك الواحد، بين عامي 1960 و1964.

## الأوراق النقدية
من عام ١٩٦٠ إلى عام ١٩٦٣، أصدر بنك BERB أوراقًا نقدية من فئات ٥، ١٠، ٢٠، ٥٠، ١٠٠، ٥٠٠، و١٠٠٠ فرنك. في عام ١٩٦٤، طبعت بوروندي جميع هذه الفئات لاستخدامها في بوروندي، بينما طبعت رواندا جميع الأوراق النقدية باستثناء ٥ و١٠ فرنكات لاستخدامها في رواندا. طُبعت بعض الأوراق النقدية عام ١٩٦١ لاستخدامها كفرنكات كاتانغية في دولة كاتانغا في الكونغو.